# Celeste (відеогра)
Celeste — відеогра у жанрі платформера, розроблена інді-студією Maddy Makes Games. Гра вийшла 25 січня 2018 року на Microsoft Windows, macOS, Linux, PlayStation 4 та Nintendo Switch, а наступного дня — на Xbox One. Гравець керує персонажем на ім'я Медлін (англ. Madeline), яка намагається піднятися на гору Селест, змагаючись із своїми внутрішніми демонами.

## Ігровий процес
Гравець керує Медлін, яка має здатність бігати, стрибати, лазити по стінах і робити ривок в одному з восьми напрямків. Деякі предмети дають Медлін додаткові можливості: наприклад, зелені кристали дають їй змогу зробити ще один ривок у повітрі.
Гра поділена на дев'ять розділів, які складаються з декількох кімнат. Кожен розділ має свої механіки та сюжет, і більшість з них містять полунички — додаткові колекційні предмети. Перші вісім розділів мають також складнішу «Сторону B», яку можна розблокувати, знайшовши касету. Після проходження всіх «Сторін B» відкриваються ще більш складні «Сторони C», а також гравець може спробувати пройти деякий розділ, не вмираючи, аби отримати золоту полуничку.

## Сюжет
Головна героїня гри — Медлін, яка вирішила підкорити гору Селест. На підніжжі гори вона зустрічає літню жінку, яка її застерігає від сходження. Проте вона продовжує йти далі, і в покинутому місті зустрічає Тео, ще одного мандрівника.
У наступній частині Медлін уві сні зустрічає «частину себе», відому як Бедлін, яка намагається переконати Медлін розвернутися й піти назад, через що у них виникає конфлікт. Дещо пізніше Медлін знову зустрічається з Тео, і вони обоє вирішують піднятися на гондолі. Бедлін зупиняє гондолу під час руху, через що у Медлін виникає панічна атака, але Тео її заспокоює.
Потім, Тео вирішує завітати до стародавнього храму, де потрапляє в пастку кристала, тож Медлін мусить його рятувати. Опісля Медлін зізнається, що й сама не знає, для чого вона піднімається на цю гору, але Тео заохочує її йти далі. Після цієї розмови Медлін намагається позбутися «частини себе», але Бедлін кидає її униз. Медлін опиняється розчарованою у своїх здібностях.
Медлін продовжує йти далі й ще раз зустрічає літню жінку, яка радить їй поспілкуватися з її частиною себе. Після тривалої погоні вони миряться й об'єднуються (що з точки зору ігрового процесу представлено можливістю робити ривок двічі), та разом досягають вершини.